# Dafnón
Dafnón (Dafnonas) är en ort i Grekland.   Den ligger i prefekturen Chios och regionen Nordegeiska öarna, i den östra delen av landet, 210 km öster om huvudstaden Aten. Dafnón ligger 223 meter över havet och antalet invånare är 385. Den ligger på ön Chios.
Terrängen runt Dafnón är huvudsakligen kuperad, men åt sydost är den platt.  Närmaste större samhälle är Chios, 5,4 km öster om Dafnón. 